# Торпедо-Горький
«Торпедо-Горький» — российский хоккейный клуб из Нижнего Новгорода. Основан в июне 2019 года, в сезоне 2019/20 играл в ВХЛ.

## История
18 июня 2019 года на официальном сайте «Торпедо» Нижний Новгород было объявлено, что с сезона 2019/20 Нижегородскую область в ВХЛ будет представлять команда «Торпедо-Горький». Команда играла в автозаводском Дворце спорта имени В. Коноваленко. Клуб стал фарм-клубом «Торпедо», выступающего в Континентальной хоккейной лиге, вместо расформированного «Сарова». В сезоне 2020/21 «Торпедо-Горький» не принял участие в ВХЛ из-за финансовых проблем. Клуб вернулся в ВХЛ в сезоне-2024/25 ,став по итогам сезона чемпионом России.